# 13494 Treiso
13494 Treiso è un asteroide della fascia principale. Scoperto nel 1985, presenta un'orbita caratterizzata da un semiasse maggiore pari a 2,2249022 UA e da un'eccentricità di 0,1872038, inclinata di 3,14061° rispetto all'eclittica.